# Heartland (film 1979)
Heartland – amerykański niezależny dramat filmowy z 1979 roku w reżyserii Richarda Pearce’a, będący jego pełnometrażowym debiutem.
Obraz startował w konkursie głównym na 30. MFF w Berlinie, gdzie zdobył nagrodę Złotego Niedźwiedzia, ex aequo z niemieckim filmem Palermo czy Wolfsburg w reżyserii Wernera Schroetera.

## Fabuła
W 1910 roku młoda wdowa Elinor Randall przyjeżdża wraz z córką Jerrine do pracy w charakterze gospodyni na ranczu Clyde'a Stewarta, położonym w jałowej i opuszczonej części stanu Wyoming. Praca okazuje się być ponad siły, a izolacja od świata zewnętrznego niezmiernie przytłacza, zwłaszcza gdy nadchodzi zima.

## Obsada
- Rip Torn – Clyde Stewart
- Conchata Ferrell – Elinore Randall Stewart
- Barry Primus – Jack
- Megan Folsom – Jerrine
- Lilia Skala – pani Landauer
- Amy Wright – Clara Jane
- Jerry Hardin – mężczyzna kupujący bydło
- Mary Boylan – Ma Gillis
- Jeff Boschee – urzędnik
- Robert Overholzer – urzędnik
- Bob Sirucek – Dan Byrd
- Marvin Berg – sędzia pokoju
- Gary Voldseth – kowboj
- Mike Robertson – kowboj
- Doug Johnson – kowboj[3]

## Produkcja
Zdjęcia kręcono w Montanie.